# بسينثوس (دوديكانيسوس)

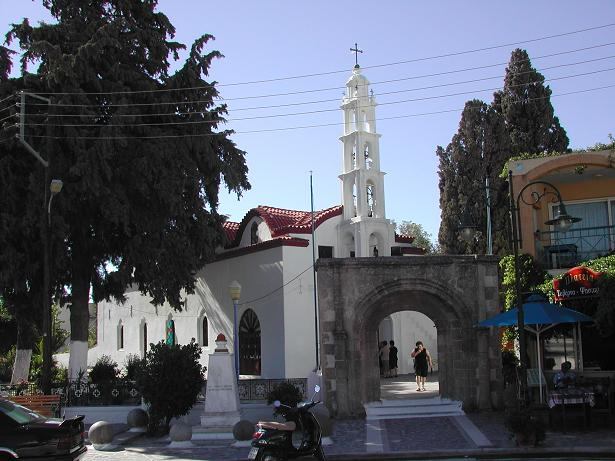
كنيسة بسينثوس

بسينثوس، هي قرية صغيرة في جزيرة رودس في اليونان، يبلغ عدد سكانها 1168 نسمة بحسب إحصاء رسمي أجري عام 2011. وتضم القرية معالم أثرية، وكانت القرية في عام 1912، مسرحاً للحرب بين الإيطاليين والعثمانيين.